# Gran Hotel de Cartagena
El Gran Hotel de Cartagena es un edificio modernista del arquitecto Víctor Beltrí, el más importante de la Región de Murcia, España, inaugurado en 1916.

## Historia
El edificio fue encargo del empresario minero y comerciante Celestino Martínez Vidal al arquitecto Tomás Rico Valarino. Las obras comenzaron en 1907 bajo la dirección de Tomás Rico, pero a la altura del entresuelo Víctor Beltrí asumió la dirección y el proyecto de las obras del resto del edificio. El edificio ya estaba levantado, al menos exteriormente, en 1910, como indica la fecha de la veleta. Mientras se trabajaba en el interior, en enero de 1911, falleció Martínez Vidal, por lo que las obras tuvieron un considerable retraso mientras los hijos aclaraban la complicada herencia de su padre. Considerado en la época como uno de los mejores hoteles en toda España, fue inaugurado el 29 de febrero de 1916, contando aquel año entre sus huéspedes con Wilhelm Canaris, marino alemán y entonces espía en el curso de la Primera Guerra Mundial. Durante la Guerra Civil de 1936-1939 y hasta la victoria franquista, fue expropiado y convertido en la sede de las Juventudes Socialistas Unificadas y el Cuartel General de Milicias.

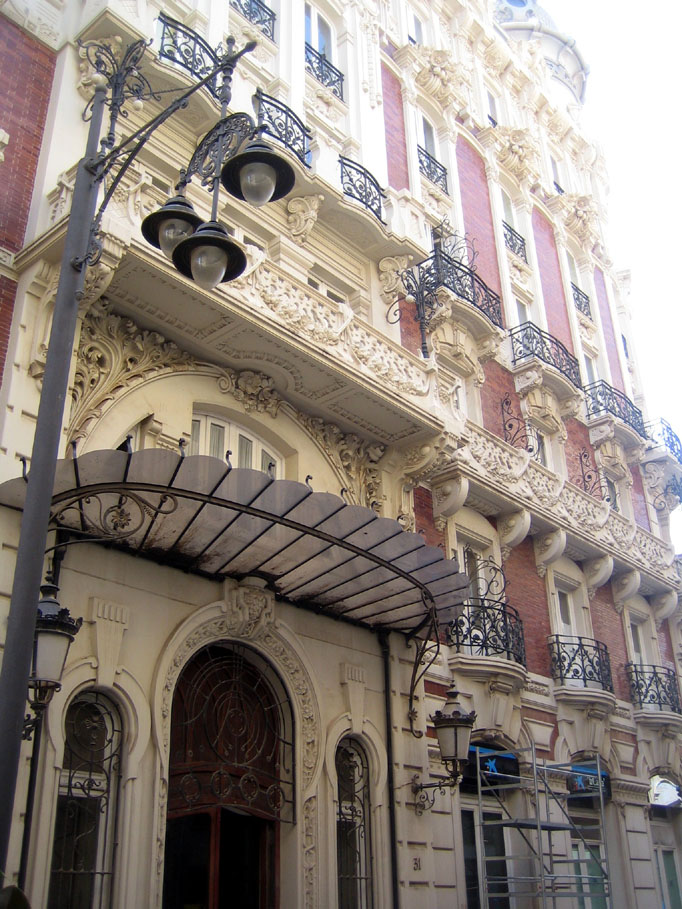
Entrada del Gran Hotel.

En noviembre de 1976, el Colegio Oficial de Arquitectos de Valencia y Murcia se manifestó en oposición a la posibilidad de que la sociedad inmobiliaria que lo había adquirido lo demoliese para construir un nuevo edificio. Al mes siguiente fue incoado un expediente para su declaración como Bien de Interés Cultural. En el Boletín Oficial de la Región de Murcia (BORM) número 140 de fecha 19 de junio de 2012 se publicaba el Decreto n.º 82/2012, de 15 de junio, del Consejo de Gobierno de la Comunidad Autónoma de la Región de Murcia, por el que se declara Bien de Interés Cultural el inmueble, con categoría de monumento.
El 29 de febrero de 2016, el edificio fue reinaugurado como inicio de los actos programados por el Ayuntamiento de Cartagena para el llamado «Año del Modernismo», con el que se pretendió conmemorar el esplendor arquitectónico que vivió la ciudad entre finales del siglo XIX y principios del XX. La ceremonia incluyó una interpretación de pasodobles y valses, así como una representación teatral en la que fueron interpretados el arquitecto Beltrí, el primer director del hotel Basilio Irureta y el entonces alcalde José García Vaso, este último por el contemporáneo regidor José López Martínez.

## Arquitectura
Aunque se reformó para albergar un edificio de oficinas, se mantienen originales la fachada, la escalera principal con su rejería y la original estructura de acero laminado.
Consta de un total de ocho plantas, siete sobre rasante y un sótano. El exterior está realizado en ladrillo y piedra artificial. Sus motivos decorativos toman inspiración del modernismo francés y vienés. Destaca su cúpula de cinc con la que se corona la esquina de la última planta.

## Galería de fotos

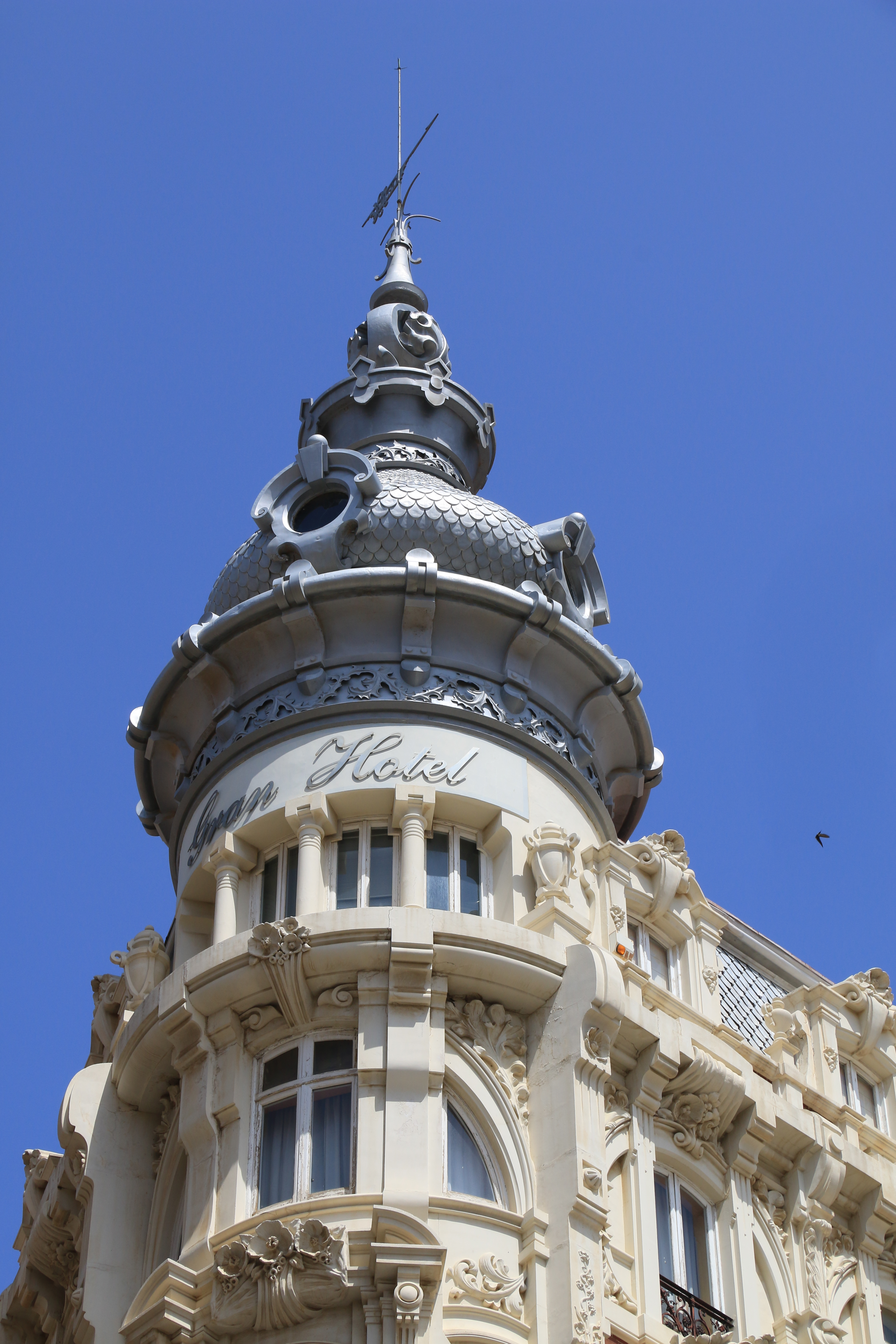
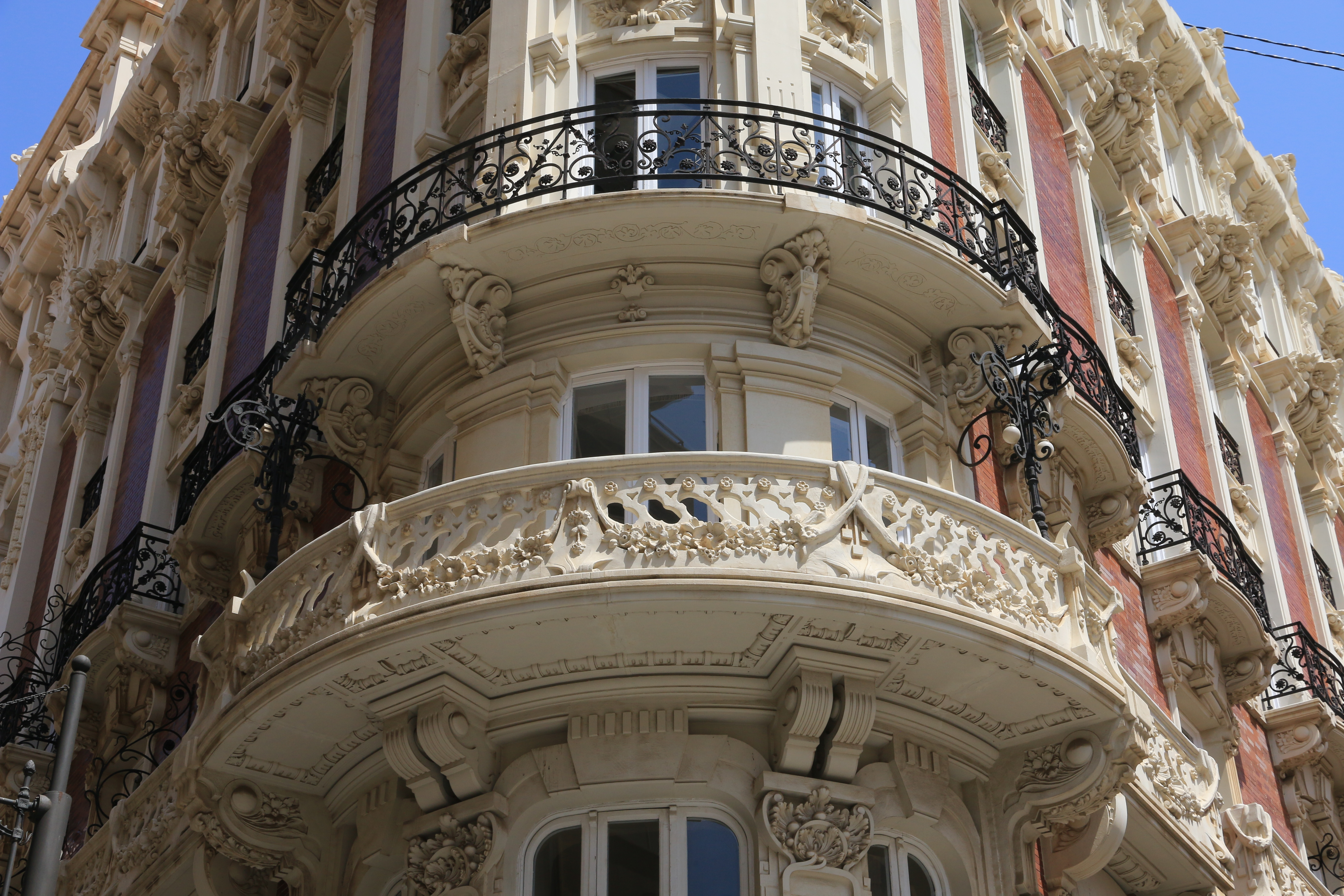
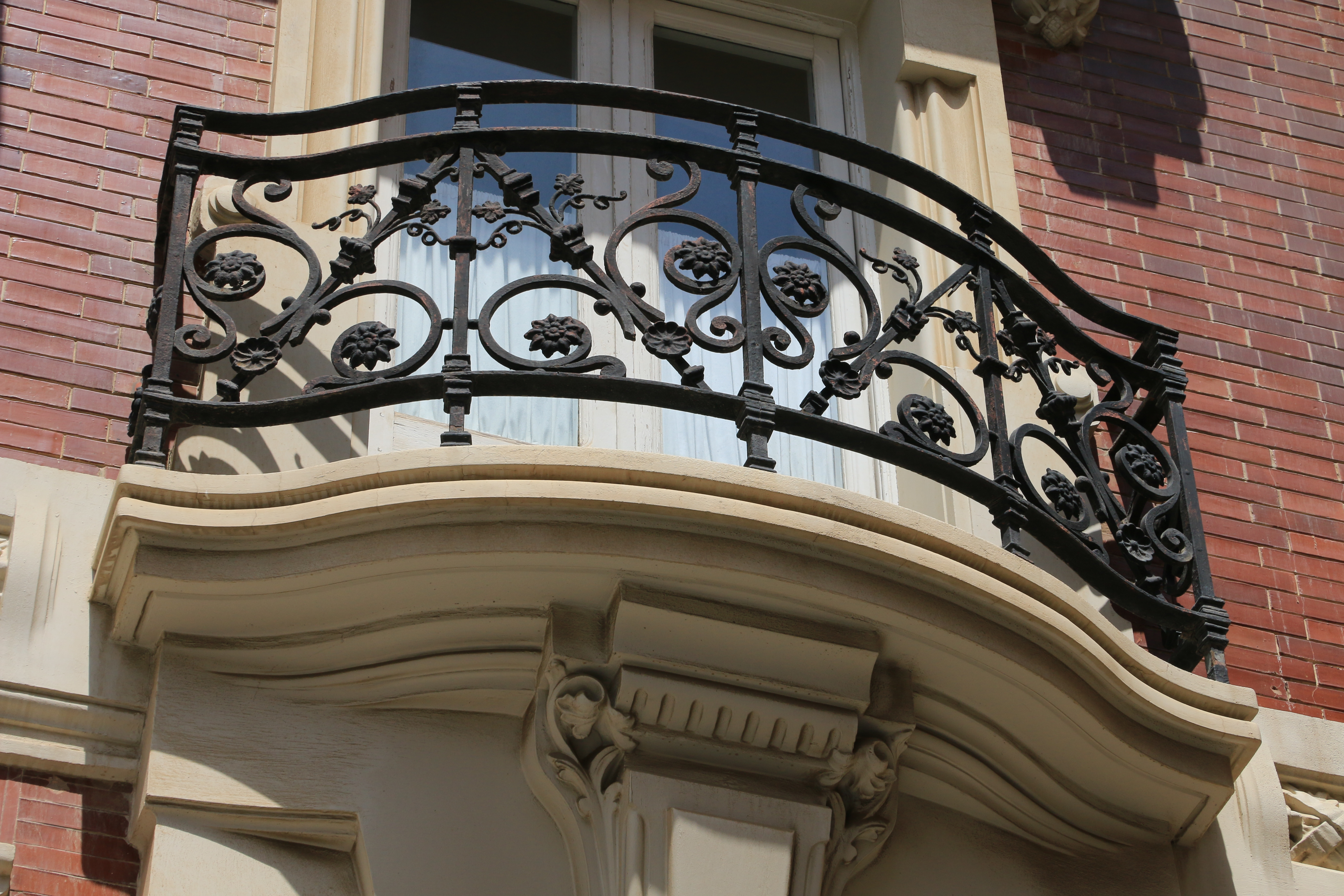
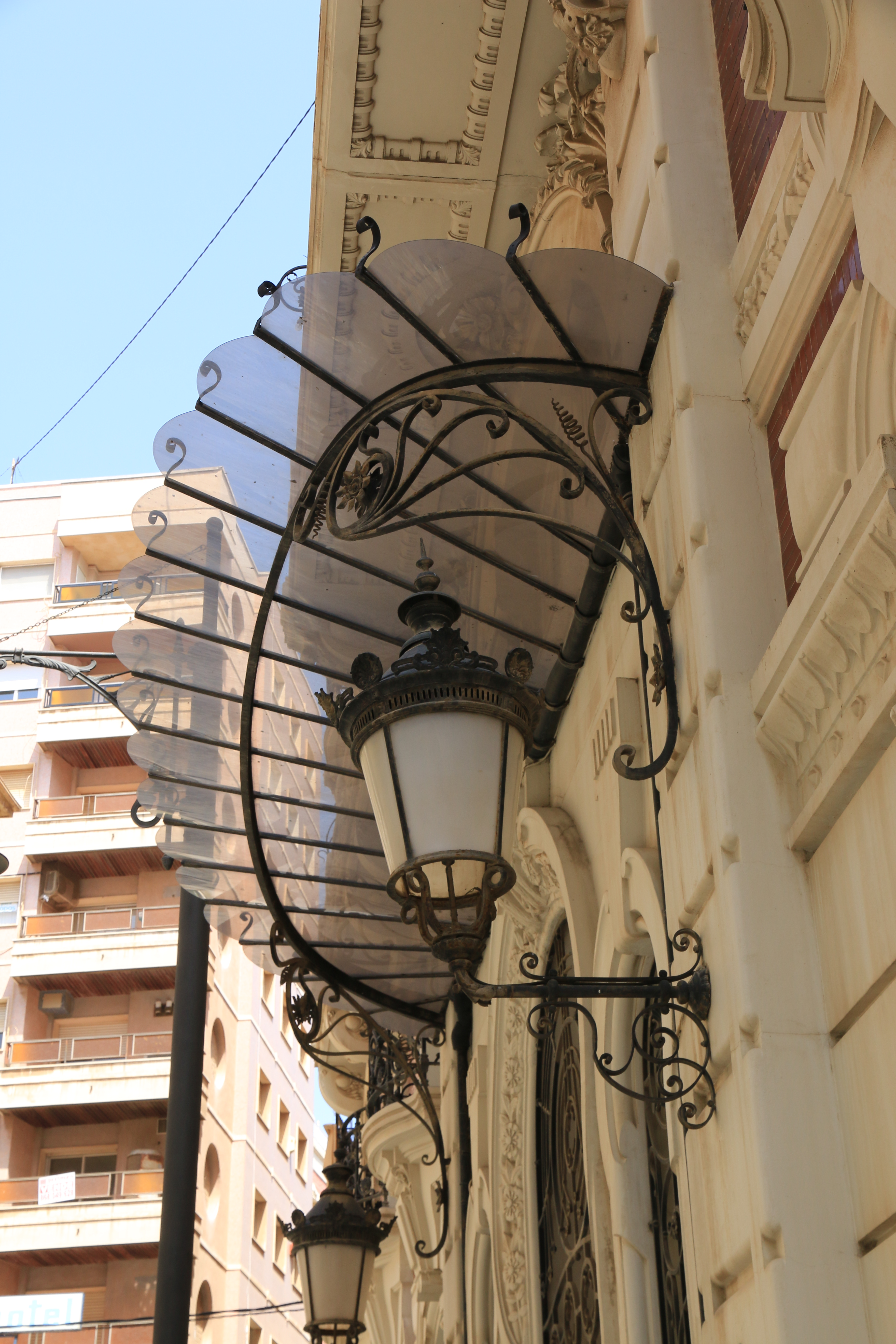
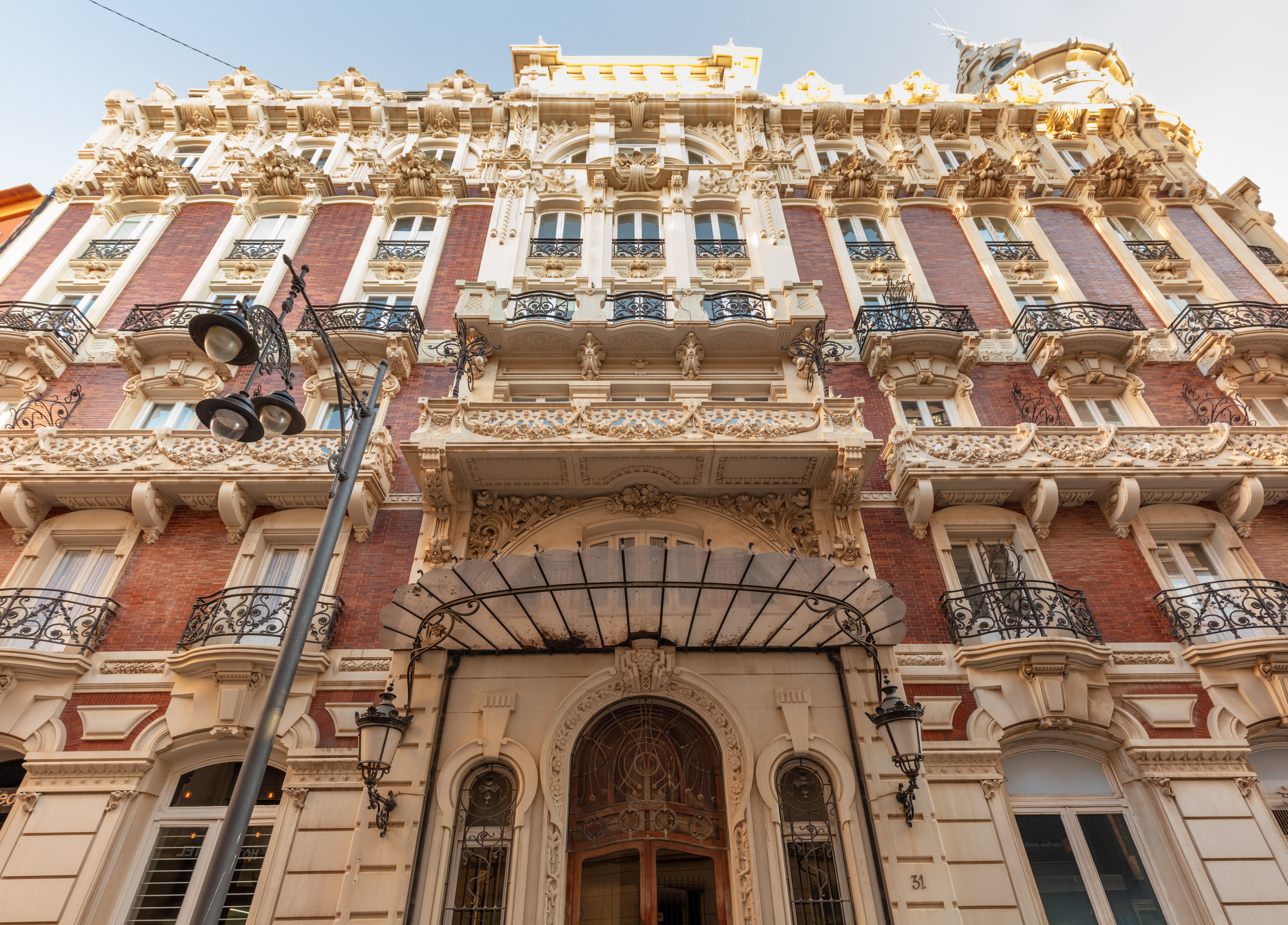
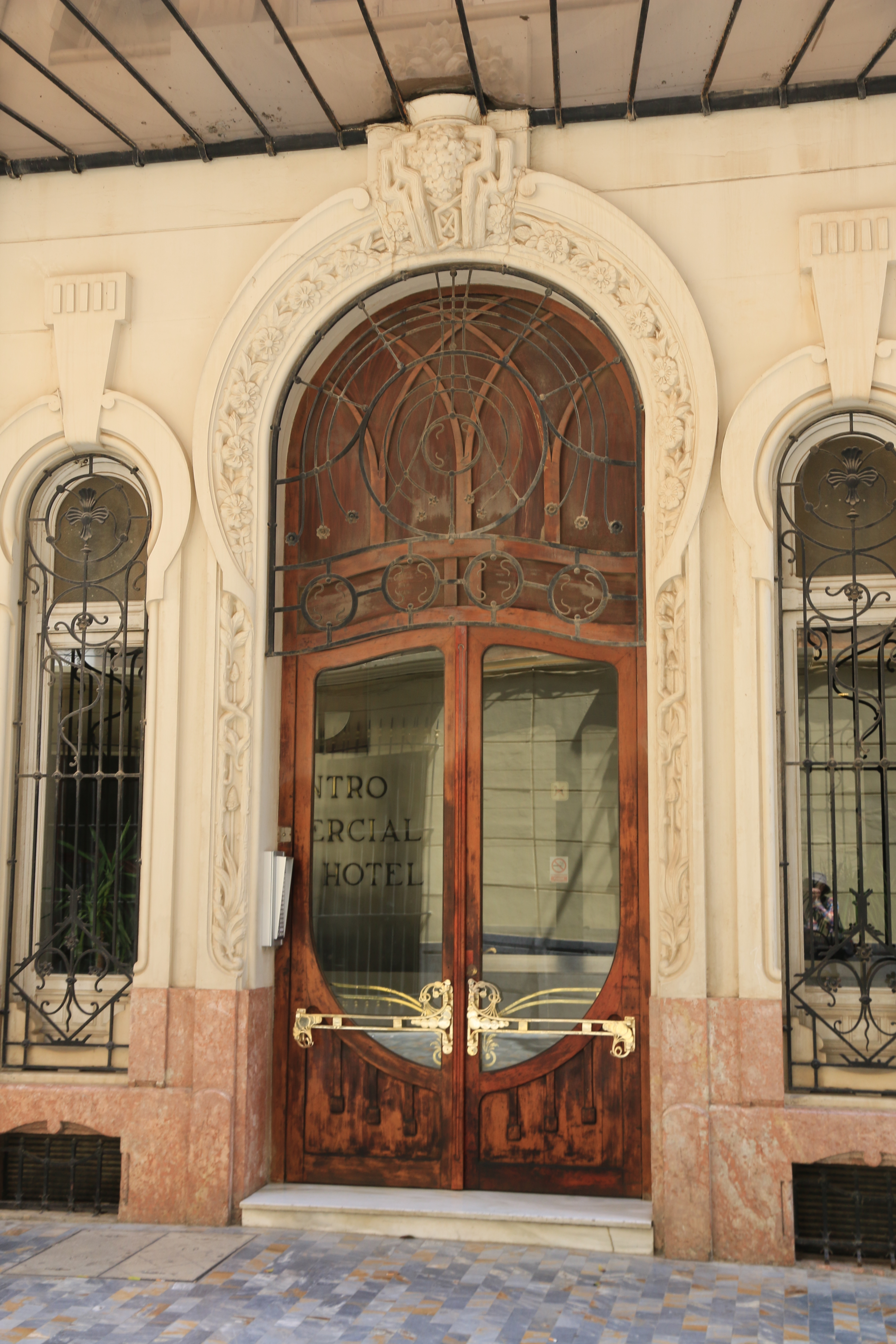
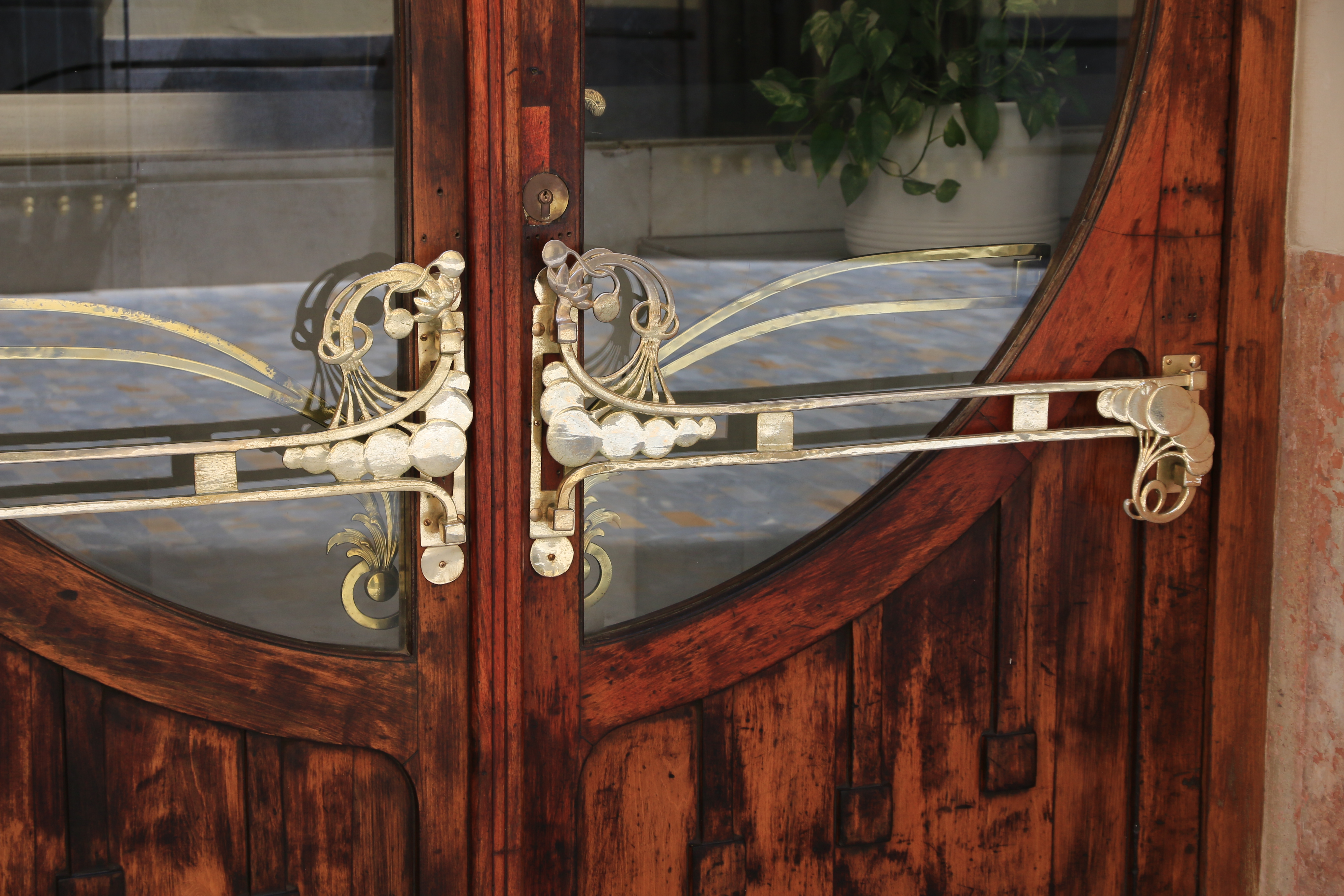